# Thomas Chrowder Chamberlin
Pour les articles homonymes, voir Chamberlin.
Thomas Chrowder Chamberlin (25 septembre 1843 – 15 novembre 1928) est un géologue et universitaire américain. 

## Biographie
Il fait ses études au Beloit College.
En 1893, il fonde le Journal of Geology duquel il est éditeur pendant plusieurs années.

## Publications
- Outline of a Course of Oral Instruction (1872)
- Geology of Wisconsin (1877)
- Preliminary paper on the terminal moraine of the second glacial epoch (U.S. Geological Survey, 1882)
- The rock scorings of the great ice invasions (U.S. Geological Survey, 1886)
- The method of multiple working hypotheses. Science. v. 15:92–96p. (1890)[1]
- Contribution to the Theory of Glacial Motion (1904)
- Avec R. D. Salisbury, Geology (trois volumes, 1907–09)
- The Origin of the Earth (1916)

## Hommages
Le cratère Chamberlin est nommé en son honneur.